# Episodi di The Librarians (serie televisiva 2014) (terza stagione)
La terza stagione della serie televisiva The Librarians, composta da 10 episodi, è stata trasmessa negli Stati Uniti dal 20 novembre 2016 al 22 gennaio 2017, sul canale TNT.
In Italia la stagione è andata in onda dal 23 febbraio al 23 marzo 2017, su Paramount Channel.
| nº | Titolo originale                 | Titolo italiano                  | Prima TV USA     | Prima TV Italia  |
| -- | -------------------------------- | -------------------------------- | ---------------- | ---------------- |
| 1  | And the Rise of Chaos            | ... e l'ascesa del caos          | 20 novembre 2016 | 23 febbraio 2017 |
| 2  | And the Fangs of Death           | ... e le fauci della morte       | 27 novembre 2016 | 23 febbraio 2017 |
| 3  | And the Reunion of Evil          | ... e il raduno malefico         | 4 dicembre 2016  | 2 marzo 2017     |
| 4  | And the Self-Fulfilling Prophecy | ... e la profezia autoadempiente | 11 dicembre 2016 | 2 marzo 2017     |
| 5  | And the Tears of a Clown         | ... e le lacrime di un clown     | 18 dicembre 2016 | 9 marzo 2017     |
| 6  | And the Trial of the Triangle    | ... e la prova del triangolo     | 25 dicembre 2016 | 9 marzo 2017     |
| 7  | And the Curse of Cindy           | ... e la maledizione di Cindy    | 1º gennaio 2017  | 16 marzo 2017    |
| 8  | And the Eternal Question         | ... e l'eterno quesito           | 8 gennaio 2017   | 16 marzo 2017    |
| 9  | And the Fatal Separation         | ... e l'inevitabile separazione  | 15 gennaio 2017  | 23 marzo 2017    |
| 10 | And the Wrath of Chaos           | ... e la furia del caos          | 22 gennaio 2017  | 23 marzo 2017    |

## ... e l'ascesa del caos
- Titolo originale: And the Rise of Chaos
- Diretto da: Dean Devlin
- Scritto da: Marco Schnabel e Dean Devlin

### Trama
Il dio egizio del caos, Apopi, viene liberato dalla sua prigionia nella Piramide di Cheope da Barry, un inconsapevole veterano di guerra che stava visitando una mostra al museo, il quale viene successivamente posseduto dal dio. I Bibliotecari rintracciano quest'ultimo al museo delle scienze di Boston, dove il dio vuole utilizzare un vecchio sottomarino esposto per aprire la via per un antico santuario, dove si trova il portale del male assoluto. Quando il gruppo arriva al santuario per fermarlo, Apopi, con i suoi poteri, mette ognuno di loro contro l'altro, ma i Bibliotecari, cantando tutti insieme in armonia, riescono a evitare gli effetti della sua magia. Poco dopo, gli agenti del D.O.S.A. (Dipartimento Osservazioni Statisticamente Anomale) arrivano sul luogo e dichiarano i Bibliotecari in arresto. Apopi però riesce a gettare il caos tra di loro, dando la possibilità ai Bibliotecari di fuggire via con l'Ankh, la chiave del portale del male. Al termine dell'episodio, il generale del D.O.S.A., Cynthia Rockwell, interroga Barry, ora non più sotto il controllo di Apopi, che non ricorda nulla di ciò che gli è accaduto.
- Guest star: Rob Nagle (Barry).
- Ascolti USA: telespettatori 1.89 milioni[3].

## ... e le fauci della morte
- Titolo originale: And the Fangs of Death
- Diretto da: Marc Roskin
- Scritto da: Rob Wright

### Trama
Dopo aver fatto un sogno sulla fine del mondo, Flynn parte, insieme a Eve, alla ricerca di Charlene, la quale è andata in pensione e si è ritirata in un remoto tempio inca. Una volta trovata e dopo averle spiegato che Apopi è tornato, Charlene prende la decisione di partire insieme a loro il giorno seguente. Il mattino seguente però, Eve e Flynn si risvegliano e trovano tutti i servitori di Charlene uccisi e la donna scomparsa. Utilizzando il ciondolo, regalato a Charlene da Flynn, che la donna non si toglie mai, la squadra la rintraccia in Alberta, in un laboratorio militare con un acceleratore di particelle. Qui un esperimento fallito ha permesso ad Apopi di evocare il dio Anubi, il quale ha trasformato gran parte dei lavoratori dell'impianto in lupi mannari. Mentre Flynn, Jacob, Cassandra, Ezekiel e i lavoratori superstiti cercano di sopravvivere e di chiudere il portale da dove è uscito Anubi, Jenkins ed Eve incontrano Apopi, ora nel corpo di una sergente a guardia del perimetro. Con l'aiuto di Ezekiel che si sta trasformando in lupo mannaro, dopo essere stato morso, Flynn, Stone e Cassandra riescono a sigillare il portale, non prima però che Anubi e tutti i lupi mannari siano risucchiati al suo interno. Dopo che Jenkins riesce a guarire Ezekiel e tutto viene riportato alla normalità, Flynn, una volta scoperto che Charlene non era stata coinvolta nell'incidente dell'acceleratore, abbandona nuovamente la squadra, per mettersi alla sua ricerca.
- Guest star: Jane Curtin (Charlene), Usman Ally (Becker), Aaron Washington (Tom), Hannah Barefoot (Kelly), Brian Adrian Koch (Greg), Dana Green (sergente Reuben).
- Ascolti USA: telespettatori 1.62 milioni[4].

## ... e il raduno malefico
- Titolo originale: And the Reunion of Evil
- Diretto da: Noah Wyle
- Scritto da: Kate Rorick

### Trama
Cassandra e Jacob vengono inviati a recuperare il cristallo magico di Angrboda in una caverna di ghiaccio in Svezia. Qui però trovano un losco individuo che vuole anch'egli impossessarsi del cristallo e Jacob, dopo averlo affrontato, lo mette in fuga. Cassandra intanto, nonostante il parere contrario di Stone, per liberare il cristallo dal blocco di ghiaccio in cui è intrappolato, utilizza una formula magica che però trasporta il cristallo all'interno del suo corpo. Una volta usciti dalla grotta, i due trovano riparo in un rifugio, dove si sta tenendo un raduno privato. Nel frattempo, in Biblioteca, Eve tenta di far assumere le proprie responsabilità a Ezekiel, affidandogli l'uovo del mostro di Loch Ness. Cassandra e Jacob successivamente scoprono che il raduno è in realtà un summit di pace dei giganti di ghiaccio, delle divinità nordiche maligne che traggono piacere dalle miserie umane, che intendono festeggiare assorbendo l'energia dal cristallo magico che è adesso all'interno di Cassandra. Nonostante Jacob fingesse di essere un gigante di nome Finklestein, che si rivelerà essere l'uomo che li ha aggrediti nella grotta, lui e Cassandra vengono smascherati e imprigionati dai giganti. I due riescono però a scappare, grazie all'aiuto della magia e dei loro compagni e a tornare così nella Biblioteca, dopo aver nuovamente fatto scoppiare la guerra tra i giganti di ghiaccio. Al termine dell'episodio Ezekiel viene riconosciuto come la propria madre dal cucciolo di Nessie, appena uscito dall'uovo.
- Guest star: Eric Allan Kramer (Olafsson), Ginifer King (Meredith), Nicholas Kessler (Norman), Darius Pierce (Finklestein).
- Ascolti USA: telespettatori 1.87 milioni[5].

## ... e la profezia autoadempiente
- Titolo originale: And the Self-Fulfilling Prophecy
- Diretto da: Dean Devlin
- Scritto da: Tom MacRae

### Trama
Eve, Jacob ed Ezekiel si risvegliano, inzuppati d'acqua, in una strana stanza con dei simboli greci alle pareti, senza ricordare nulla di come siano finiti qui. Insieme a loro ci sono inoltre uno studente, il preside e la donna delle pulizie di una scuola superiore di Seattle. Dopo aver indagato, i tre si ricordano di essere andati nella scuola di Seattle, dopo aver scoperto una profezia sulla morte di Eve, all'interno della Biblioteca, per mano del Mietitore, un sicario immortale che uccide le sue vittime dopo un determinato lasso di tempo. Alla fine i Bibliotecari scoprono che la squadra di nuoto della scuola, sulla quale indagavano, è stata incredibilmente fortunata, dopo essere venuta a contatto con l'acqua magica all'interno della piscina, senza sapere che quell'acqua permette all'Oracolo di Delfi, trasformata nella donna delle pulizie, di evitare la sua personale profezia di morte. L'Oracolo spiega che ha avuto una visione della sua morte e che per evitarla una volta per tutte ha deciso di incaricare il Mietitore di uccidere la Custode, il cui destino avrebbe cambiato la storia della Biblioteca nei secoli a venire. Usando il codice morse, grazie a uno specchietto regalatole dalla Biblioteca stessa, però, Eve avvisa Jenkins di lanciare il cubo, in cui il gruppo è intrappolato, in Australia, per rompere definitivamente la profezia. Il Mietitore uccide così l'Oracolo e informa Eve di essere libera dal suo destino.
- Guest star: Elizabeth Huffman (Nina/Oracolo di Delfi), Vince Brady (preside Fairbrother), Koby Kumi-Diaka (Tyson Lopez), Buster Reeves (Mietitore).
- Ascolti USA: telespettatori 1.76 milioni[6].

## ... e le lacrime di un clown
- Titolo originale: And the Tears of a Clown
- Diretto da: Jonathan Frakes
- Scritto da: Steve Kriozere e Mark A. Altman

### Trama
Nonostante Eve gli abbia lasciato un avvertimento di non recarsi dove si trovano lei e i Bibliotecari, Jenkins va lo stesso in un luna park in Iowa, controllato da dei clown, dove accadono fatti misteriosi. Qui trova i Bibliotecari trasformati in fenomeni da circo e deve per questo liberarli dal sortilegio e riportarli in Biblioteca. Dopo essere stati liberati dall'incantesimo e aver recuperato i propri ricordi, i Bibliotecari affermano di essersi recati in quel luna park per indagare sulla scomparsa di alcune persone e sugli strani avvenimenti che accadevano nel parco. I Bibliotecari prendono così la decisione di tornare al luna park di nascosto, travestiti da clown. Qui scoprono che il proprietario, il mago Kirby, controlla magicamente le menti di tutte le persone che lavorano al parco, grazie all'utilizzo di un nuovo e sconosciuto reperto magico. L'uomo ha infatti ricreato questo parco con la sua magia per fare colpo su Charlotte, una sua vecchia amica con cui ha trascorso una giornata al luna park venti anni prima. Kirby ora, dopo averla trovata dopo vari tentativi, tiene la donna imprigionata, per poter trascorrere insieme a lei tutta la sua vita in un'altra dimensione. I Bibliotecari liberano però Charlotte che, con l'inganno, ruba al mago il suo reperto magico, che Jacob aveva scoperto essere il fiore giocattolo che l'uomo portava sempre con sé. I Bibliotecari riescono così a sconfiggere Kirby e a eliminare per sempre l'esistenza del luna park da lui creato. Al termine dell'episodio si vede il D.O.S.A. indagare sugli strani avvenimenti avvenuti al luna park scomparso.
- Guest star: Sean Astin (Kirby Goulding), Felicia Day (Charlotte).
- Ascolti USA: telespettatori 1.86 milioni[7].

## ... e la prova del triangolo
- Titolo originale: And the Trial of the Triangle
- Diretto da: Jonathan Frakes
- Scritto da: Noah Wyle

### Trama
Eve e i Bibliotecari, dopo averlo catturato, cercano di far ragionare Flynn, il quale, secondo loro, dopo la scomparsa di Charlene, è sempre più ossessionato dalla ricerca dell'occhio di Ra (l'unico reperto in grado di sconfiggere Apopi) e non presta più attenzione a tutti loro. Successivamente, con l'aiuto dei Bibliotecari, Flynn scopre che l'occhio è scomparso nel triangolo delle Bermuda nel 1886, insieme alla Tibbar, la nave che lo trasportava, su cui c'era Teddy Chislington, il Bibliotecario del tempo, incaricato di proteggere l'occhio. La squadra, dopo essere stata avvertita dall'album dei ritagli e aver trovato una strana connessione tra le sparizioni nel triangolo e Lewis Carroll, s'imbarca così su un volo venezuelano che sorvola il triangolo delle Bermuda. Una volta sopra il triangolo, le persone sull'aereo e l'aereo stesso iniziano a scomparire e i Bibliotecari devono per questo far evacuare le persone rimaste con la porta magica: riescono così tutti a salvarsi, tranne Flynn che, dopo aver mangiato una mentina magica, decide di rimanere a bordo, per capire il segreto del triangolo. Quest'ultimo scopre così, dopo aver affrontato varie prove, che il triangolo non è altro che un luogo creato da Teddy Chislington, per proteggere l'occhio di Ra, ispirato alle storie di Lewis Carroll. Teddy dà così l'occhio a Flynn, affermando che perché la sua magia abbia effetto c'è bisogno del sacrificio di una persona. Al termine dell'episodio un agente del D.O.S.A., salvato dai Bibliotecari sull'aereo, viene ipnotizzato e rispedito al suo quartier generale, dove Cynthia Rockwell medita vendetta contro i Bibliotecari.
- Guest star: W. Morgan Sheppard (Teddy Chislington).
- Ascolti USA: telespettatori 1.65 milioni[8].

## ... e la maledizione di Cindy
- Titolo originale: And the Curse of Cindy
- Diretto da: Nina Lopez-Corrado
- Scritto da: Gareth Roberts

### Trama
Flynn, Eve e i Bibliotecari devono indagare su un misterioso culto religioso incentrato su Cindy, una ragazza espulsa malamente da un reality show, che vuole obbligare le persone a essere sue amiche. Dopo che Flynn e Jacob rimangono anche loro infatuati della ragazza, Jenkins deduce che Cindy controlla le persone e le rende succubi di lei, attraverso un potente filtro d'amore fatto con le sue lacrime, basato su un'antica ricetta della dea Afrodite. Inoltre, con l'aiuto di alcuni agenti del D.O.S.A., la ragazza vuole lanciare un missile carico del filtro d'amore per portare milioni di persone sotto la sua influenza. Ezekiel che è immune al filtro, essendo realmente innamorato di Cindy, convince la ragazza a fermare tutto ciò, ma Agnes, l'assistente di Cindy e creatrice della pozione, ora sostituitasi a Cindy, vuole portare lei stessa avanti il piano del lancio del missile. Cassandra ed Eve riescono però a fermarla e successivamente arriva Jenkins con l'antidoto per riportare tutti alla normalità. Si scopre così che Agnes era sotto il controllo di Apopi che successivamente fugge. Infine Ezekiel si bacia con Cindy, mentre Apopi si rifugia nel proprio sarcofago che si scopre essere custodito dal D.O.S.A.
- Guest star: Rachael Perrell Fosket (Cindy), Julian Acosta (Adamski), Jayne Taini (Agnes).
- Ascolti USA: telespettatori 1.78 milioni[9].

## ... e l'eterno quesito
- Titolo originale: And the Eternal Question
- Diretto da: Noah Wyle
- Scritto da: Kate Rorick e Nicole Ranadive

### Trama
In Carolina del Sud un giocatore di golf e sua moglie muoiono misteriosamente di autocombustione spontanea. Ezekiel, Jacob e Cassandra vanno per questo a indagare in un miracoloso stabilimento termale a gestione familiare, dove marito e moglie erano stati una settimana prima di morire. Intanto Eve e Flynn partono per una "missione segreta" che si rivelerà essere un appuntamento romantico, organizzato da Flynn per Eve. Nella Spa i tre scoprono che tutti i dipendenti sono in realtà vampiri che si sono trasferiti da Valencia e che, non allontanandosi dalla Spa, riescono a sopravvivere anche durante il giorno.
Cassandra che ha recentemente scoperto che, a causa del tumore, le restano pochi giorni di vita, fa amicizia con una dei vampiri, Estrella, la figlia della proprietaria, che le offre invano l'immortalità. Nel frattempo, Stone ed Ezekiel scoprono che la Spa è stata costruita su un terreno pieno di frammenti di meteorite che Tomas, il fratello di Estrella, intende usare per rendere i vampiri per sempre immuni al Sole e potere cacciare in libertà: il golfista e sua moglie non erano altro che un esperimento per comprendere il potenziale delle pietre. Con l'aiuto di Jenkins ed Estrella, i Bibliotecari riescono però a sconfiggere lui e tutti i suoi seguaci. Poco dopo Cassandra collassa e viene portata in ospedale. Dopo molte ore di intervento i medici riescono a salvarla e così la ragazza scopre che non ha perso le sue capacità matematiche, come pensava, ma che inoltre ha acquisito l'abilità di comunicare con il pensiero. Al termine dell'episodio Estrella e Cassandra si scambiano un bacio, con la speranza di rivedersi un giorno.
- Guest star: Clara Lago (Estrella), Rafael Cebrián (Tomas), Norma Maldonado (Sofia), Aaron Blakely (Marco).
- Ascolti USA: telespettatori 2.05 milioni[10].

## ... e l'inevitabile separazione
- Titolo originale: And the Fatal Separation
- Diretto da: Jonathan Frakes
- Scritto da: Rob Wright, Steve Kriozere e Mark A. Altman

### Trama
Mentre Jacob si trova a Shangri-La per allenarsi con il Re delle scimmie, la città magica viene saccheggiata dal collezionista di reperti magici, Sterling Lam, che vuole rubare e tenere per sé il magico bastone del Re delle scimmie. Jacob è per questo obbligato a fuggire, in modo da poter avvisare i suoi compagni del pericolo imminente. I Bibliotecari decidono così di tornare a Shangri-La: mentre Ezekiel e Cassandra si fingono dei trafficanti di reperti per ingannare Lam, gli altri, nascostisi nel baule portato dai due, cercano di riprendere il bastone. I quattro vengono però scoperti, a causa del Re delle scimmie, ora sotto il controllo di Lam e, mentre Cassandra ed Ezekiel seguono Eve per poterla liberare, Flynn e Jacob, fuggiti dopo essere stati catturati, ritrovano Charlene. La donna dice loro di essersi fatta catturare di proposito da Lam, per non essere trovata da Apopi, e che intende rompere il suo legame con la Biblioteca e perdere la sua immortalità, per salvare tutti loro. Eve intanto incontra la sua mentore, Cynthia Rockwell, che le spiega che lei è dal principio un'agente dormiente del D.O.S.A. Con l'aiuto di Charlene, Flynn riesce a sconfiggere Lam e a passare in tempo il bastone a Stone, il quale lo restituisce al Re delle scimmie che così si libera dal controllo di Lam. Riconoscente, il Re dona a Jacob un potere magico, il "dono dell'anima profonda", in grado di "portare luce laddove regna l'ombra". Tornati tutti alla Biblioteca, Jenkins dichiara il suo amore a Charlene, prima di inviare la donna in una dimensione alternativa, per ricongiungersi a Judson.
- Guest star: Ernie Reyes Jr. (Re delle scimmie), Robert Wu (Sterling Lam), Jane Curtin (Charlene).
- Ascolti USA: telespettatori 1.60 milioni[11].

## ... e la furia del caos
- Titolo originale: And the Wrath of Chaos
- Diretto da: Marc Roskin
- Scritto da: Marco Schnabel

### Trama
Il colonnello Baird dà l'accesso alla Biblioteca a Cynthia Rockwell e al D.O.S.A., facendo loro promettere di lasciare liberi tutti i suoi compagni. La missione di recupero di un acchiappasogni mistico, all'interno del Monte Rushmore, si rivela così essere solamente un diversivo per tenere occupati Jacob, Ezekiel e Cassandra, mentre Eve conduce il D.O.S.A. alla stanza dei reperti, dove il generale Rockwell trasforma Jenkins in pietra con la testa di Medusa, per poi catturarlo. Flynn manda i tre Bibliotecari a salvarlo, mentre lui tenta di sabotare gli sforzi degli agenti D.O.S.A dall'interno. I tre riescono a rintracciare Jenkins e a liberarlo, ma intanto Apopi riesce nell'intento di fuggire, impossessandosi del corpo di Cynthia Rockwell. Eve successivamente rivela ai Bibliotecari che non li ha traditi per davvero e che lei e Flynn hanno preso in giro il dio Apopi fin dall'inizio, in modo da poterlo sconfiggere con l'occhio di Ra. Intanto Apopi fa esplodere una bomba di pura malvagità all'interno delle catacombe della Biblioteca e assume la sua vera forma. Flynn però utilizza l'occhio di Ra, per assorbire il potere del dio, pronto a sacrificare la propria vita, ma Ezekiel, Cassandra e Jacob usano i loro doni magici per rendere Apopi mortale (Ezekiel usa la pozione d'amore per donargli un cuore, Cassandra trasferisce le sue conoscenze al Dio dandogli una mente e Jacob con il dono fattogli dal Re scimmia gli dona un'anime) e far diventare lui stesso il sacrificio che serve per attivare l'occhio. I Bibliotecari riescono così a sconfiggere il dio egizio e contemporaneamente a salvare la vita a Flynn. Infine il generale Rockwell, spaventata dagli enormi poteri che la magia comporta, decide di restituire tutti i reperti prelevati alla Biblioteca.
- Guest star: Amin El Gamal (Apopi), Jane Curtin (Charlene), Bob Newhart (Judson).
- Ascolti USA: telespettatori 1.97 milioni[12].